# Cuenca del golfo San Jorge
La cuenca del golfo San Jorge región geográfica patagónica conocida por ser una cuenca petrolera de Argentina ubicada en la porción central de la Patagonia. Es la más antigua y prolífica productora de hidrocarburos de Argentina. Se trata de una cuenca de bordes irregulares elongada en dirección este-oeste, que se extiende entre los paralelos 45° y 47° Sur y los meridianos 65° y 71° Oeste, cubriendo porciones de las provincias de Chubut y Santa Cruz, y continuando al este en la plataforma continental. Con una superficie estimada de 180 000 km², la tercera parte se ubica costa afuera. Las concesiones de exploración y explotación cubren un área de 40 530 km² onshore y de 18 980 km² offshore.
La región es un polo de desarrollo industrial en relación con las actividades de explotación petrolifera, eólica y turística que incluye las ciudades de Comodoro Rivadavia, ciudad principal de la región.
Desde los puntos de vista histórico y económico, se puede destacar que esta región estuvo contenida en la Gobernación Militar de Comodoro Rivadavia, ex provincia formada con fines de resguardar el petróleo. La región comprendida entre la zona norte de la provincia de Santa Cruz y zona sur de la provincia del Chubut fue una zona militar disuelta en 1955 y quedó repartida entre las provincias ya mencionadas, que incomodó a una "nación" que creció gracias al petróleo.
La cuenca tiene tratamiento de microrregión es reconocida por el estado nacional que se refiere a la misma como Área Petrolera Comodoro Rivadavia. Este tratamiento es útil para la implementación de políticas públicas articuladas en los  gobiernos locales de Cañadón Seco, Caleta Olivia, Las Heras, Puerto Deseado, Koluel Kaike, Jaramillo - Fitz Roy, Sarmiento, Pico Truncado, Tellier, Buen Pasto, Comodoro e incluso la zona que rodea Puerto San Julián.

## Historia
A principios del siglo XX, Comodoro Rivadavia, puerto de entrada y salida de los productos de Colonia Sarmiento, un puerto natural de aguas profundas pegado a las playas de Rada Tilly y una antiquísima zona de descanso veraniego tehuelche hace 9.000 años, recién empezaba a ser un pueblo pequeño, apenas contaba con un grupo de casitas, algún almacén de ramos generales y un hotel-fonda para alojamiento de los arriesgados viajantes que se animaban a llegar hasta aquellas lejanas y desoladas zonas del Sur argentino. Pero tenía una dificultad seria: no había agua dulce.

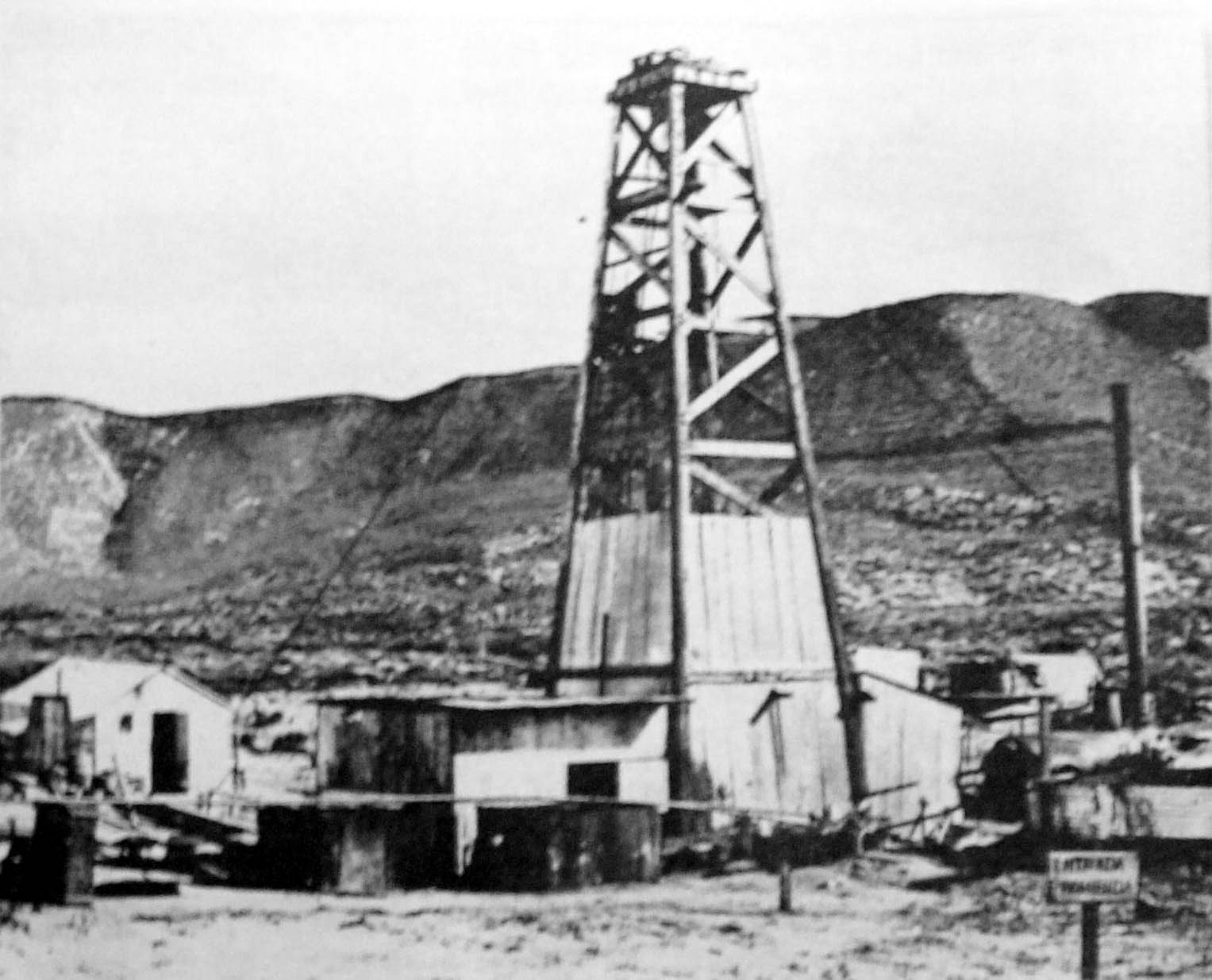
Primer pozo petrolífero.

A comienzos de 1907, cuadrillas de obreros, dirigidas por ingenieros, habían comenzado a perforar la tierra en busca del líquido indispensable. Con aparatos adecuados se auscultaba el suelo en procura del más mínimo rumor que pudiera anunciar la presencia de agua. En enero se llevó al lugar una perforadora Fauck. Se apelaba a los elementos más modernos de la época, pero todo parecía inútil. Se llegó a cavar hasta a 400 metros de profundidad, siempre sin resultado. Los sufridos pobladores vivieron pendientes de la torre de perforar, que en más de una oportunidad cayó por efecto del implacable viento patagónico, y que obligaba a iniciar nuevamente los trabajos. Los ingenieros no se dieron por vencidos. La tarea continuó. El resultado era siempre el mismo: no se encontró agua.

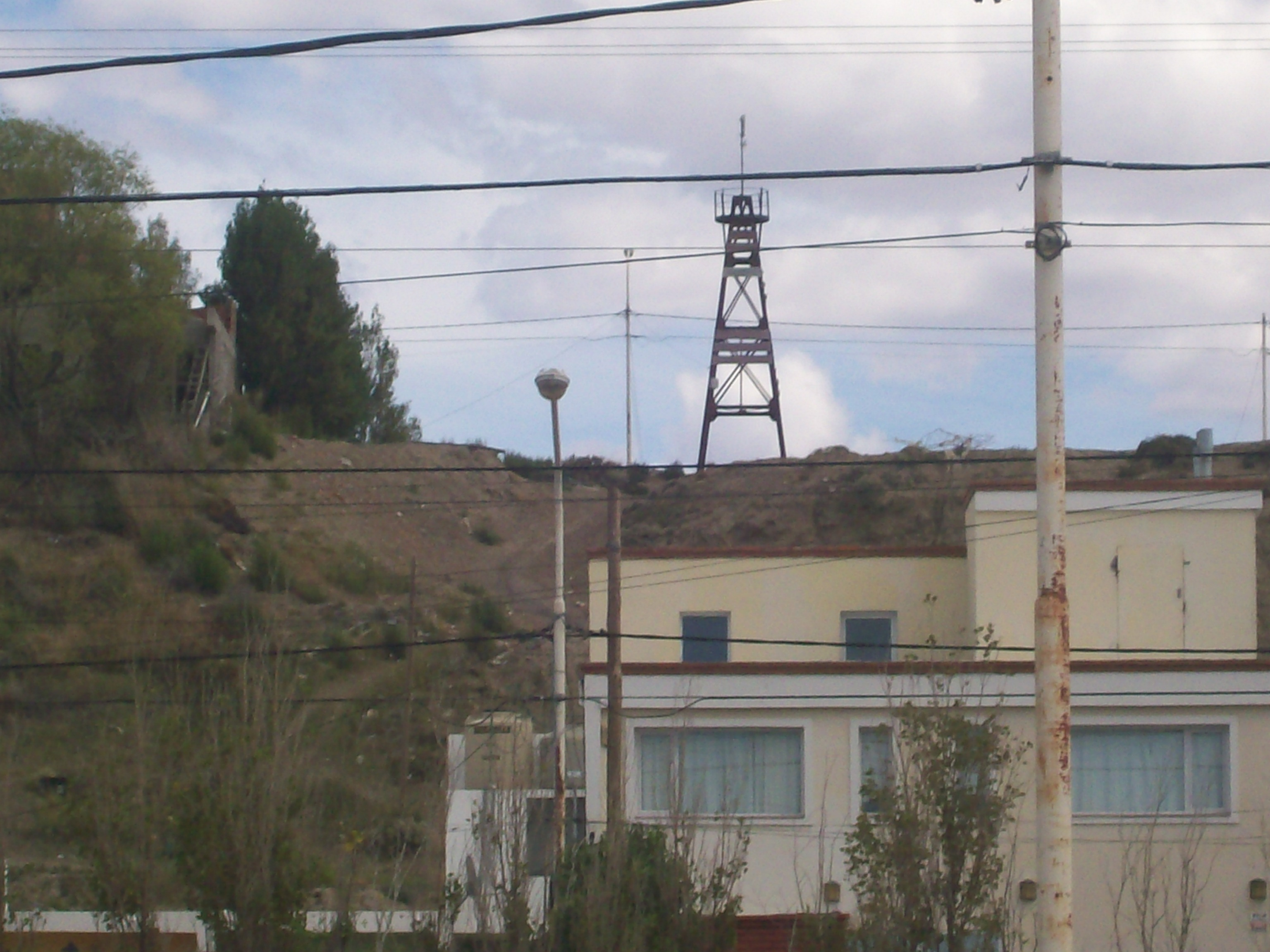
Antigua torre de perforación en Caleta Olivia.

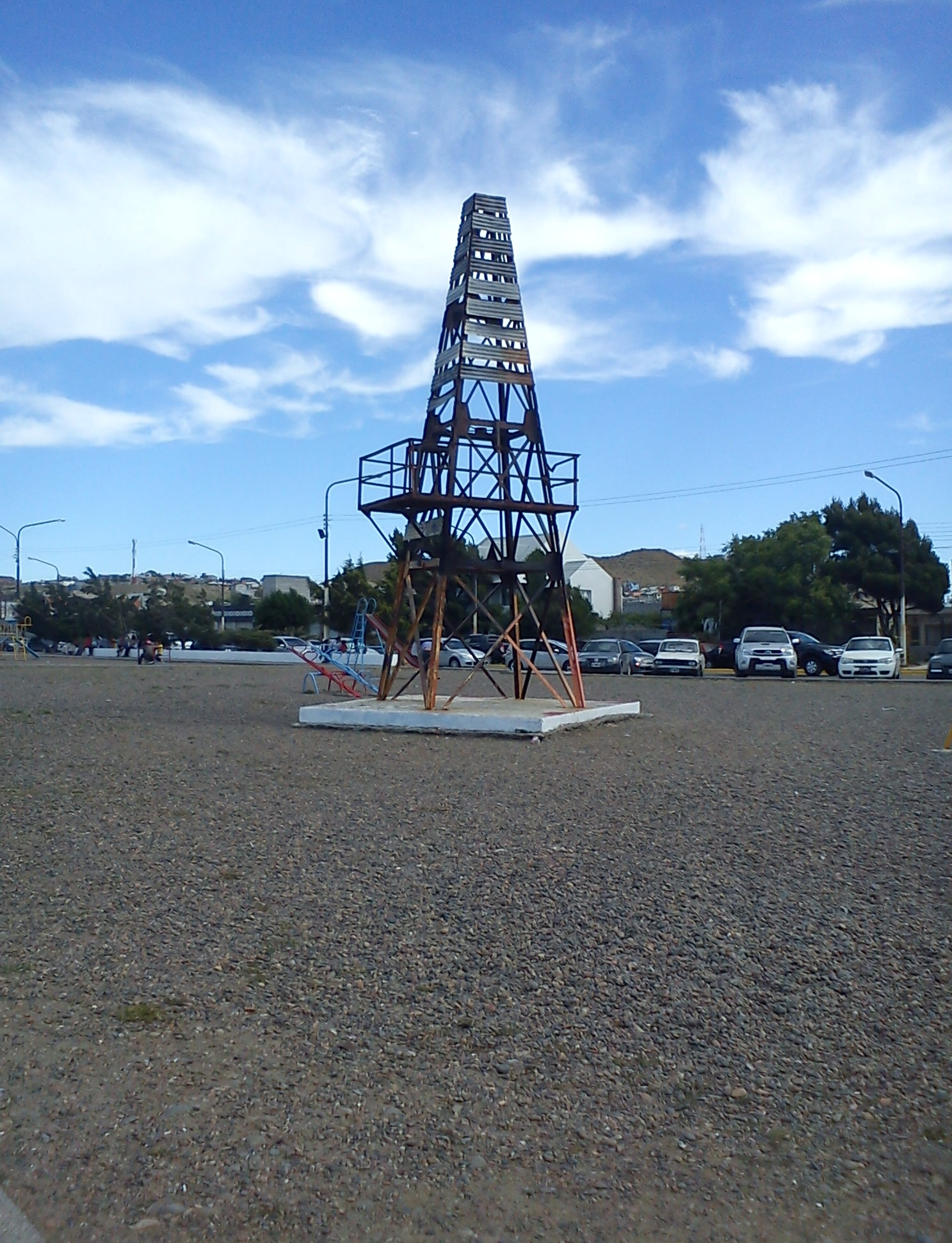
Torre de petróleo en la Costanera.

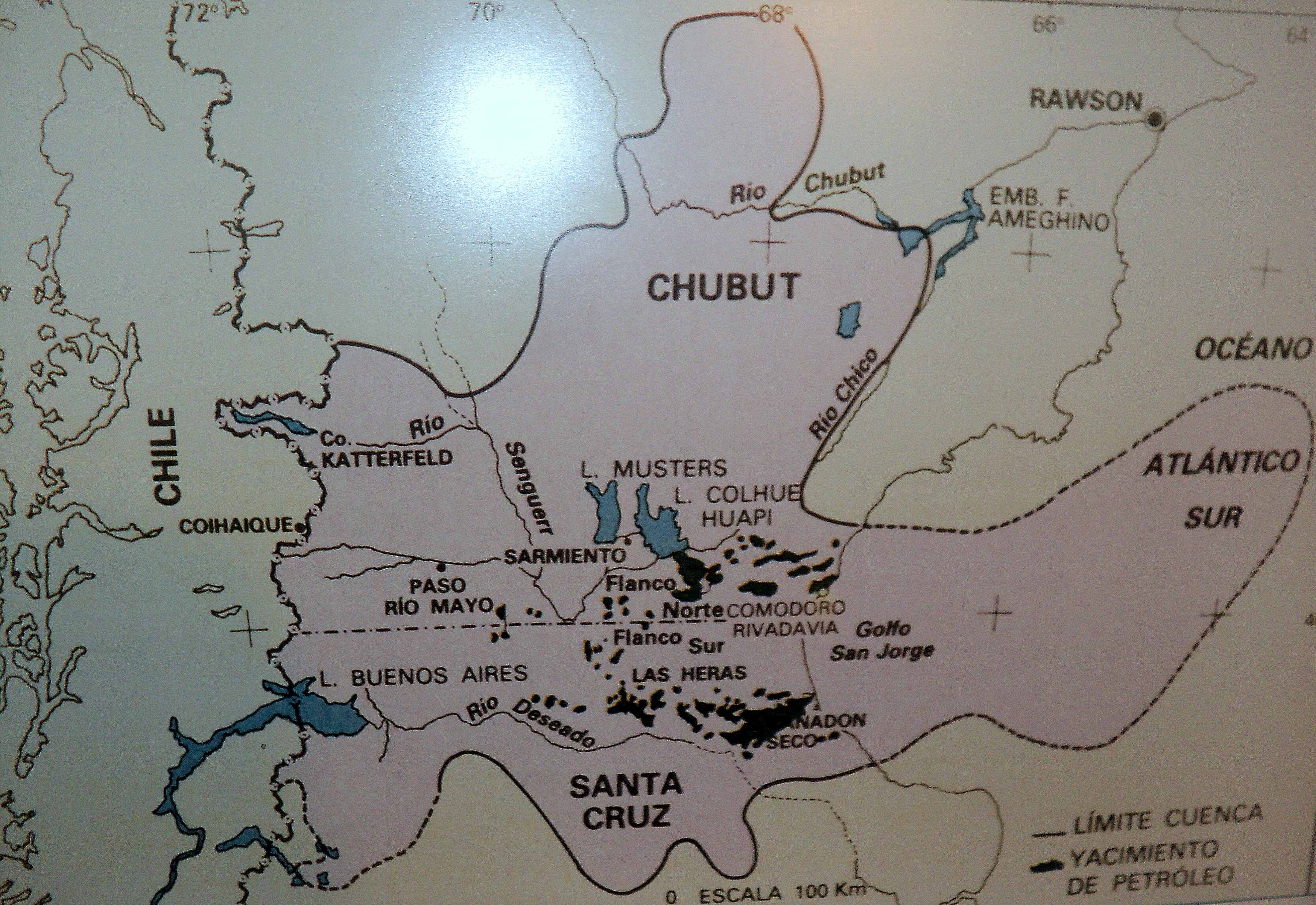
Mapa de la cuenca del Golfo San Jorge que muestras sus yacimientos.

En noviembre ya dominaba el desaliento. Se habían perdido las esperanzas de poder dotar de agua a la floreciente población, donde muchos se habían radicado plenos de ilusiones y confiados en la potencial riqueza de la zona. La decepción seguía en aumento. El gobernador propuso que se trajera el agua desde un lejano manantial, mediante la instalación de cañerías. La población apoyó la idea como una salvación. No quisieron oír hablar de la torre perforadora, que durante muchos meses había engañado sus esperanzas con renovadas promesas incumplidas, aunque trayendo agua de otro lado habría que pagarla como artículo de lujo.
Para diciembre nadie confiaba en la torre —que para su funcionamiento insumía la escasa cantidad de agua disponible que el pueblo necesitaba para consumo—. El ingeniero Krausse, jefe de la misión, había autorizado perforar hasta el máximo de 500 metros hacía unos 20 días, cuando se había llegado a 481. Pero un viernes, superado ese máximo, se fue y ordenó: “¡Basta! ¡No se perfora más!”. Sin embargo, el administrador de la obra, el señor Beghin, y José Fuchs, que dirigía la perforadora Fauck, decidieron no entregarse y continuar con los trabajos. Ese mismo día, el 13 de diciembre de 1907 la perforadora llegó a 540 metros de profundidad y, de pronto, se advirtió una fuerte corriente ascendente. Sorprendidos, Fuchs y Beghin se miraron atónitos: no era agua; era kerosene, el petróleo salía casi refinado.
Mantuvieron en secreto el descubrimiento y telegrafiaron a Buenos Aires, a la Dirección de Minas: “Aquí no hay agua, pero hay petróleo”. La noticia se conoció en la capital del país, antes que en Comodoro, donde se supo cinco días después, y se decretó un espontáneo feriado. La prensa porteña acogió la noticia con frialdad, apenas si le dan importancia las grandes rotativas; no advirtieron la trascendencia del descubrimiento: lo que se buscaba era agua. El gobierno nacional resolvió al día siguiente del descubrimiento mediante un decreto tomar posesión del yacimiento y prohibió “la denuncia de pertenencias mineras y la concesión de permisos de cateo en el puerto de Comodoro Rivadavia, en un radio de cinco leguas kilométricas a todo rumbo, contándose desde el centro de la población”. Se evitaba así la posible aparición de aventureros y la eventual explotación del suelo en beneficio de particulares. De allí partió el progreso de esta región patagónica. La explotación del petróleo, descubierto por accidente, se constituyó desde entonces en una fuente de incalculable valor para acrecentar la economía nacional, y en una de las bases de su riqueza. El 13 de diciembre sería evocado como el Día nacional del Petróleo.

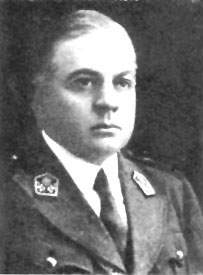
Enrique Mosconi, uno de los máximos próceres de la región.

El 19 de octubre de 1922, pocos días después de asumir la presidencia de la Nación Argentina Marcelo Torcuato de Alvear, Enrique Mosconi fue nombrado director general de Yacimientos Petrolíferos Fiscales (YPF), lugar que ocupó por ocho años, y que se dedicó a realizar grandes esfuerzos para incrementar la exploración y desarrollo de la extracción de petróleo. Con YPF, Argentina fue el primer país en todo el mundo en tener una petrolera estatal.

## Población
La cuenca concentra buena parte de la población de las provincias de Chubut y Santa Cruz. La zona más poblada es el núcleo Comodoro Rivadavia - Rada Tilly, y en menor proporción Caleta Olivia - Cañadón Seco
| Localidad          | Censo 2022 | Población (2010) | Población (2001) |
| ------------------ | ---------- | ---------------- | ---------------- |
| Comodoro Rivadavia | 201 228    | 177 038          | 137 061          |
| Caleta Olivia      | 56 298     | 51 733           | 36 077           |
| Pico Truncado      | 25 171     | 20 889           | 14 985           |
| Las Heras          | 24 731     | 17 821           | 9 303            |
| Puerto Deseado     | 16 812     | 14 183           | 10 237           |
| Sarmiento          | 14 289     | 10 858           | 8 028            |
| Rada Tilly         | 13 496     | 9 098            | 6 208            |

- Nota: también la cuenca cuenta con varias zonas rurales y localidades menores como Los Antiguos, Perito Moreno, Alto Río Senguer, Cañadón Seco, Acceso Norte, Bahía Bustamante, Barrio Militar - Aeropuerto, Caleta Córdova, Caleta Olivares, Castelli, Ciudadela, Cuarteles, Sindicato Dodero, Don Bosco, General Mosconi, Gas del Estado, Güemes, Laprida, Manantial Rosales, Próspero Palazzo, Presidente Ortiz, Restinga Alí, Rodríguez Peña, Saavedra, Sarmiento, 25 de mayo, Villa S.U.P.E., Astra, Diadema Argentina, Pampa Salamanca, Pico Salamanca, Puerto Visser, Pampa del Castillo, Rocas Coloradas, Río Chico, Campamento El Tordillo, Holdich, El Trébol, Escalante, Cañadón Perdido, Río Mayo, Doctor Ricardo Rojas, Lago Blanco, Aldea Beleiro, Facundo, Aldea Apeleg, Buen Pasto, Fitz Roy, Jaramillo, Koluel Kayke, Pampa Alta, Tres Cerros y Tellier.

| Departamento      | Censo 2022 | Censo (2010) | Censo 2001 |
| ----------------- | ---------- | ------------ | ---------- |
| Escalante         | 215 453    | 186 583      | 143 689    |
| Deseado           | 126 743    | 107 630      | 72 953     |
| Sarmiento         | 14 563     | 11 422       | 8 724      |
| Lago Buenos Aires | 12 618     | 8 750        | 6 223      |

## Economía y producción

### Infraestructura
Vía terrestre

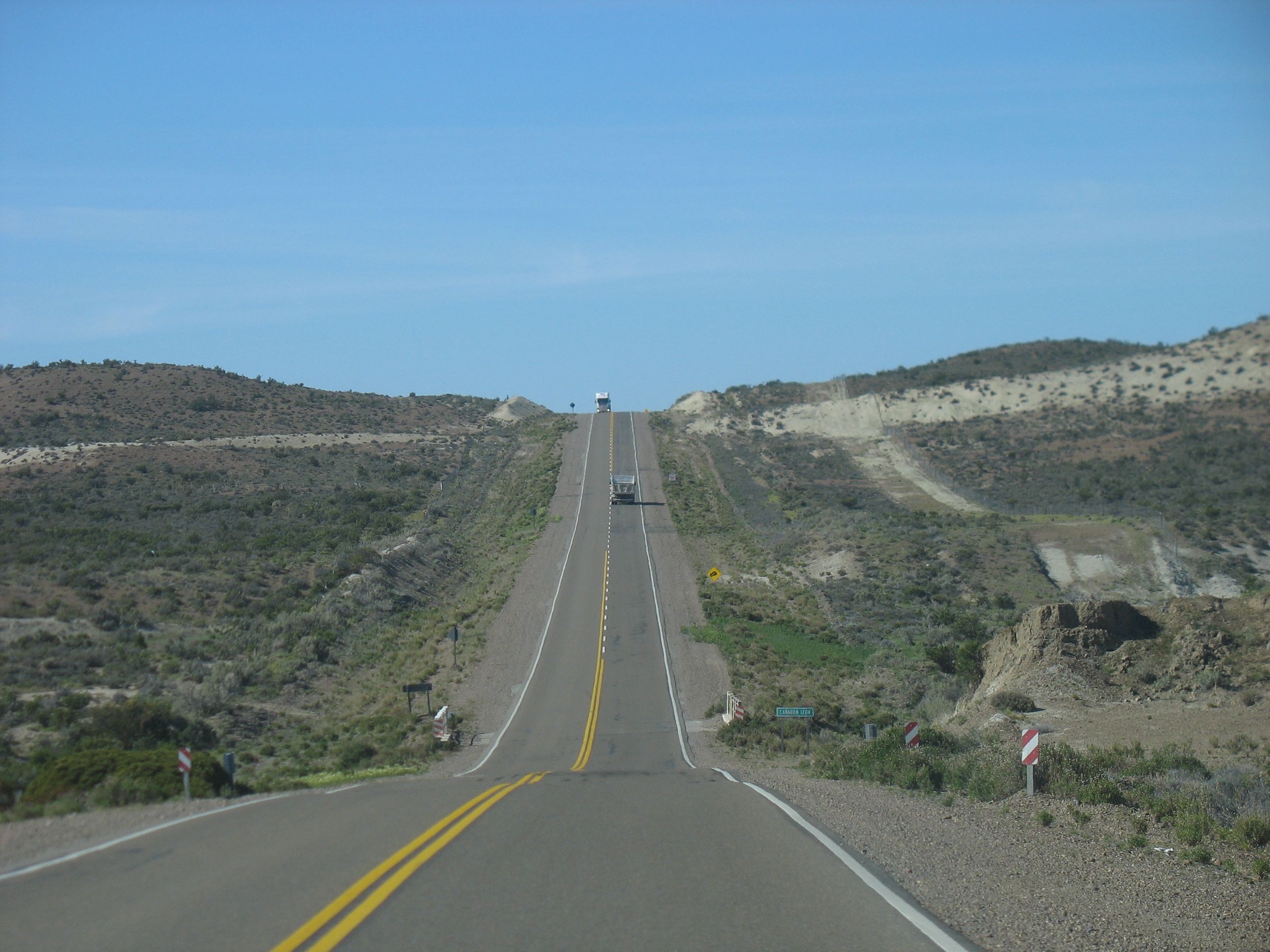
Vista de la Ruta Nacional N° 3 a la altura de Cañadón León, a unos 30 km al sur de Caleta Olivia.

La cuenca está atravesada de oeste a este por dos rutas principales que corren paralelas entre sí: en la margen norte la Ruta Nacional 26, que prosigue hasta los Andes, y por la margen sur la Ruta Provincial 43 “San Juan Bosco”, que conecta desde Fitz Roy hasta la localidad de Los Antiguos. La Ruta Nacional 3 cruza por el cordón este de sur a norte, pasando sobre Comodoro Rivadavia, Rada Tilly y Caleta Olivia; y, por último, la Ruta Nacional 40 circula sobre el margen oeste de sur a norte, pasando por Perito Moreno y Río Mayo. También se destaca la Ruta Nacional 281, principal conector hacia Puerto Deseado.
También la región cuenta con la Autovía Comodoro Rivadavia - Caleta Olivia, importante conector de 3 urbes. Además, varias rutas provinciales conectan campamentos petroleros y aparatos de bombeo.
| Rutas    | Rutas               | Rutas                   |
| Nacional | Provincial (Chubut) | Provincial (Santa Cruz) |
| -------- | ------------------- | ----------------------- |
| AU 3     | RP 25 de Mayo       | RP 12                   |
| AU 12    | RP Pte. Perón       | RP 14                   |
| AU PT    | RP 1                | RP 16                   |
| AU PD    | RP 20               | RP 18                   |
| RN 3     | RP 20               | RP 26                   |
| RN 26    | RP 21               | RP 33                   |
| RN 40    | RP 22               | RP 39                   |
| RN 260   | RP 24               | RP 41                   |
| RN 281   | RP 25               | RP 43                   |
|          | RP 26               | RP 47                   |
|          | RP 27               | RP 49                   |
|          | RP 28               | RP 62                   |
|          | RP 36               | RP 64                   |
|          | RP 37               | RP 66                   |
|          | RP 38               | RP 68                   |
|          | RP 39               | RP 70                   |
|          | RP 43               | RP 72                   |
|          | RP 51               | RP 75                   |
|          | RP 54               | RP 77                   |
|          | RP 55               | RP 79                   |
|          | RP 56               | RP 83                   |
|          | RP 57               | RP 85                   |
|          | RP 64               | RP 87                   |
|          | RP 74               | RP 89                   |
|          |                     | RP 91                   |
|          |                     | RP 93                   |
|          |                     | RP 99                   |
|          |                     | RP 101                  |
|          |                     | RP 103                  |

Vía férrea

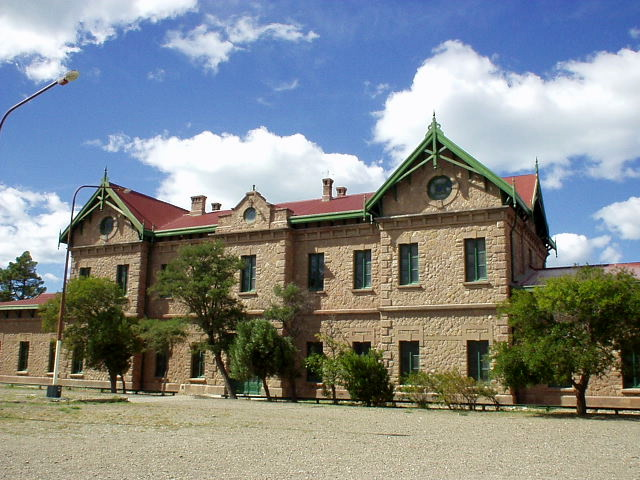
Vista de la Estación Puerto Deseado, donde se halla el Museo del ex Ferrocarril Patagónico.

Hasta mediados del siglo XX existió el servicio de tren con dos ramales, el Ferrocarril Patagónico, que unía Puerto Deseado y Las Heras; y el Ferrocarril de Comodoro Rivadavia, que unía Comodoro Rivadavia, Astra y Sarmiento. Ambos ramales fueron clausurados durante la última dictadura militar, entre 1976-1983.
En el año 2013 se reactivó un ramal ferroviario de 20 km entre Puerto Deseado y Tellier.
Vía aérea
La región posee una red de alta complejidad de pistas aéreas, pero apenas un solo aeropuerto conecta al país y al mundo con la cuenca; se hallan 14 pistas, y entre ellas hay aeropuertos y aeródromos:
- Aeropuerto 13 de Diciembre
- Aeropuerto Internacional General Enrique Mosconi
- Aeropuerto Casimiro Szlapelis
- Aeropuerto Jalil Hamer
- Aeropuerto Lago Musters
- Aeropuerto Los Perales
- Aeropuerto Puerto Deseado
- Aeropuerto Río Mayo
- Aeródromo Caleta Olivia
- Aeródromo Deseado Oeste
- Aeródromo Deseado Sur
- Aeródromo Las Heras
- Aeródromo Pico Truncado
- Aeródromo Piedra Clavada

Se prevé la construcción del Aeropuerto Néstor Carlos Kirchner, en Pico Truncado.
Vía marítima
Existen cinco puertos en funcionamiento, los cuales son los encargados de traer y llevar mercadería por medio del transporte naval. Los puertos son:
- Puerto Antonio Morán
- Puerto Caleta Olivares
- Puerto Caleta Paula
- Puerto Deseado
- Puerto Caleta Córdova

### Energía petrolífera

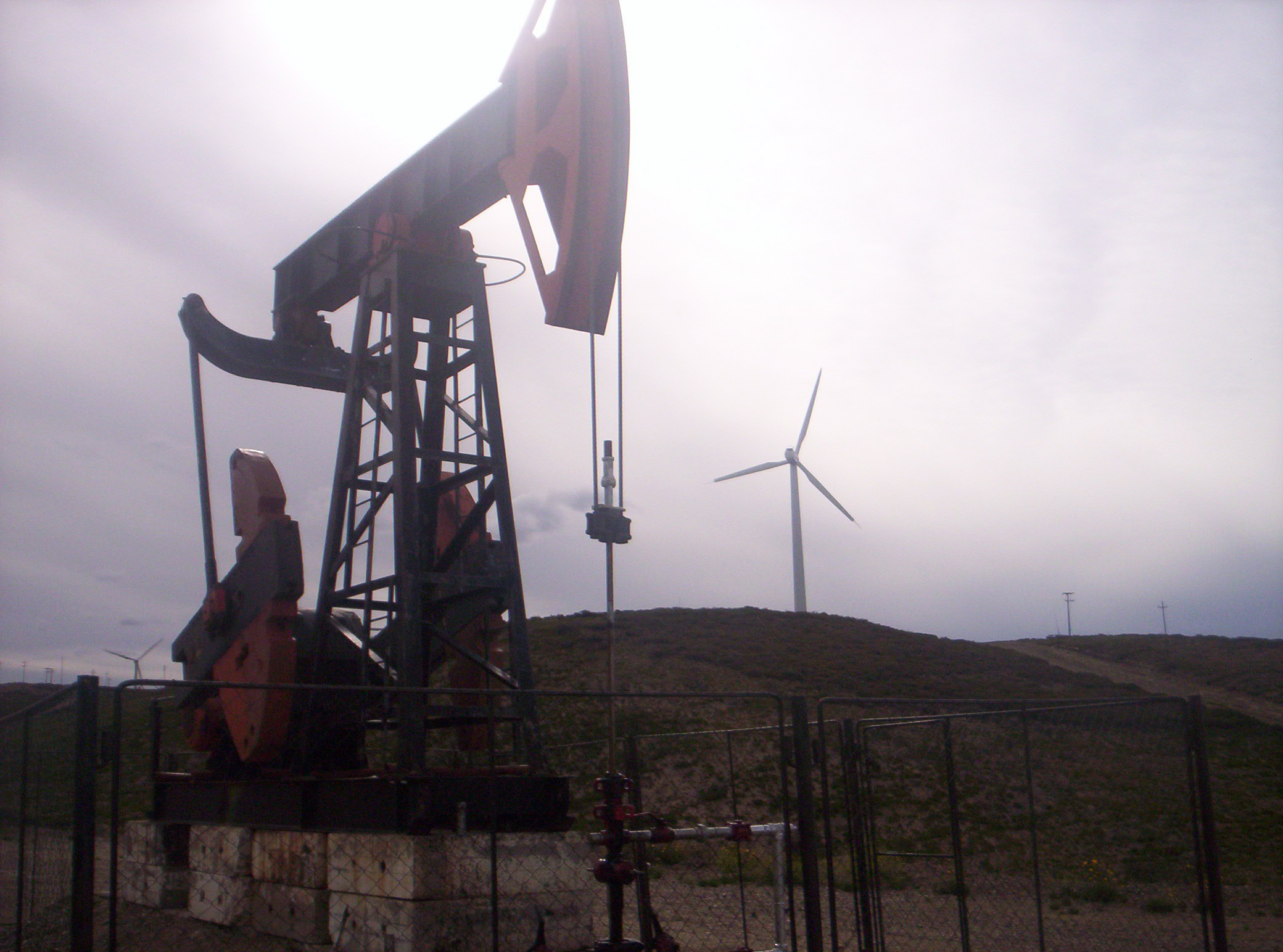
Bomba extractora de petróleo en cercanías de Comodoro Rivadavia.

Con más de 100 años, la cuenca de San Jorge es la más prolífica productora de hidrocarburos de la Argentina, siendo una de las principales regiones productivas del país, con un 42% de la producción nacional. El petróleo fue el primer gran impulso que tuvo la región.

### Energía eólica
En materia eólica se presentan seis parques que pueden funcionar gracias a la acción del viento. Esta zona es perfecta para la instalación de estos equipos, que actualmente están en auge. La cuenca posee la mayor cantidad de parques, con más de 27,5 MW. También se anunció la instalación de 3 nuevos parques eólicos, de los cuales uno de ellos sería de forma offshore, único en Argentina; aunque hasta el momento no hubo avances.
- Parque eólico Antonio Morán
- Parque eólico Jorge Romanutti
- Parque eólico Rada Tilly
- Parque eólico Diadema
- Parque eólico El Tordillo
- Parque eólico Río Mayo
- Parque eólico Koluel Kayke (en desarrollo)

Proyectos anunciados:
- Parque eólico Caleta Olivia
- Parque eólico Pico Truncado
- Parque eólico Pampa
- Parque eólico Valle Hermoso

### Otras energías
De uranio
En febrero de 2013 se descubrió el hallazgo del que se podría decir que es el depósito de uranio más grande del país. Esta noticia repercutió en toda la cuenca y hubo críticas por parte de la población, ya que se pretendía explotar dicho elemento contaminante y tóxico.

### Construcción

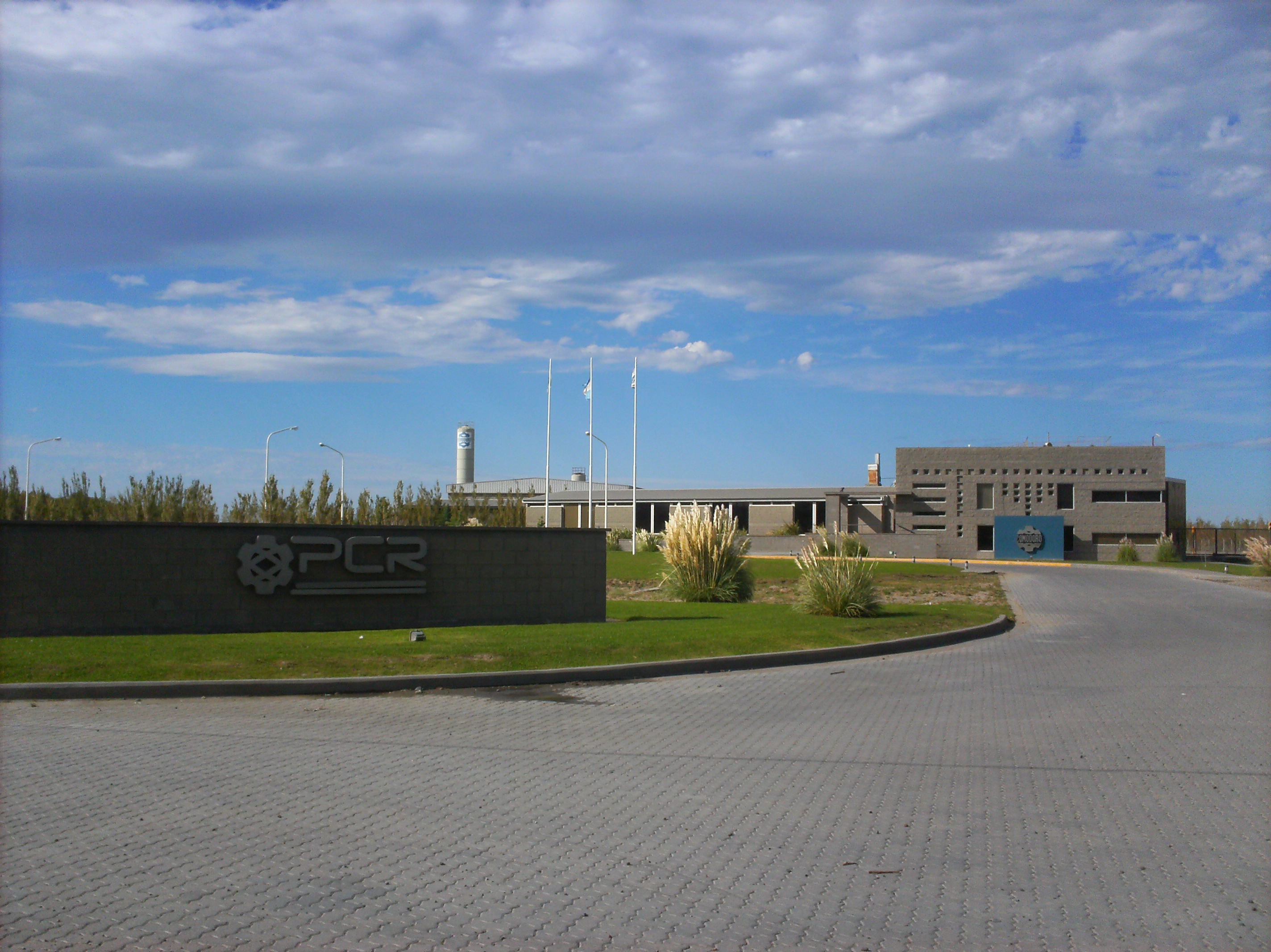
Planta cementera en km 8.

Dentro de esta categoría se puede destacar la empresa Petroquímica Comodoro Rivadavia, con sus sucursales en Don Bosco y en Pico Truncado. La empresa está dedicada principalmente a la producción y distribución de materiales para la construcción (cementos, mampuestos y adoquines de hormigón y adhesivos) y a la exploración y producción de hidrocarburos (petróleo y gas).
En los últimos años, el proceso de expansión en el rubro de la construcción permitió ampliar la capacidad productiva de la planta de premoldeados en Comodoro Rivadavia y la construcción de una planta de cemento en Pico Truncado, lo cual ha duplicado la capacidad productiva de la compañía, permitiendo alcanzar demandas previamente insatisfechas en su región de influencia. La obra demandó una inversión superior a los 140 millones de dólares.

## Turismo

### Playas
Entre las playas más importantes de la región se encuentran:
- Playa de Bahía Lángara
- Playa de Rada Tilly
- Playa de La Tranquera
- Playa de Bajada de los Palitos

### Fiesta Nacional de la Cereza
Dentro de este ámbito, la cuenca presenta un sinfín de lugares que pueden visitarse. La actividad más destacada es la Fiesta Nacional de la Cereza, que se celebra en la zona este de la región, en el pueblo de Los Antiguos; se realiza en la primera semana de enero durante 3 días y convoca a grandes artistas del folclor. Además, hay extensos paseos artesanales y, sobre todo, se pueden degustar cerezas, la fruta característica del lugar, que, aunque fue introducida y cultivada por los chacareros, no se encuentra de forma natural.

### Corrida anual delDiario Crónica
Desde hace varios años en Comodoro Rivadavia se realiza la Corrida Internacional Aniversario Diario Crónica – Dr. Diego Jaoquín Zamit, que congrega a más de 2000 atletas inscriptos de todo el continente, siendo considerada la mayor fiesta del atletismo en la Patagonia argentina. En el año 2013, en la 49.ª edición, hubo un récord de inscriptos de 2627 atletas, desde los 6 años hasta los 60.

### Bosques Petrificados

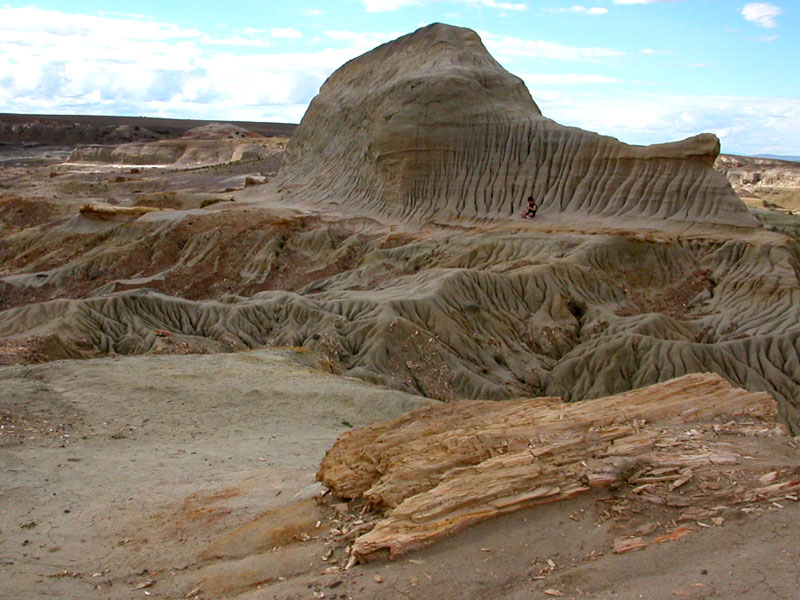
Tronco petrificado en el Bosque Sarmiento, Chubut.

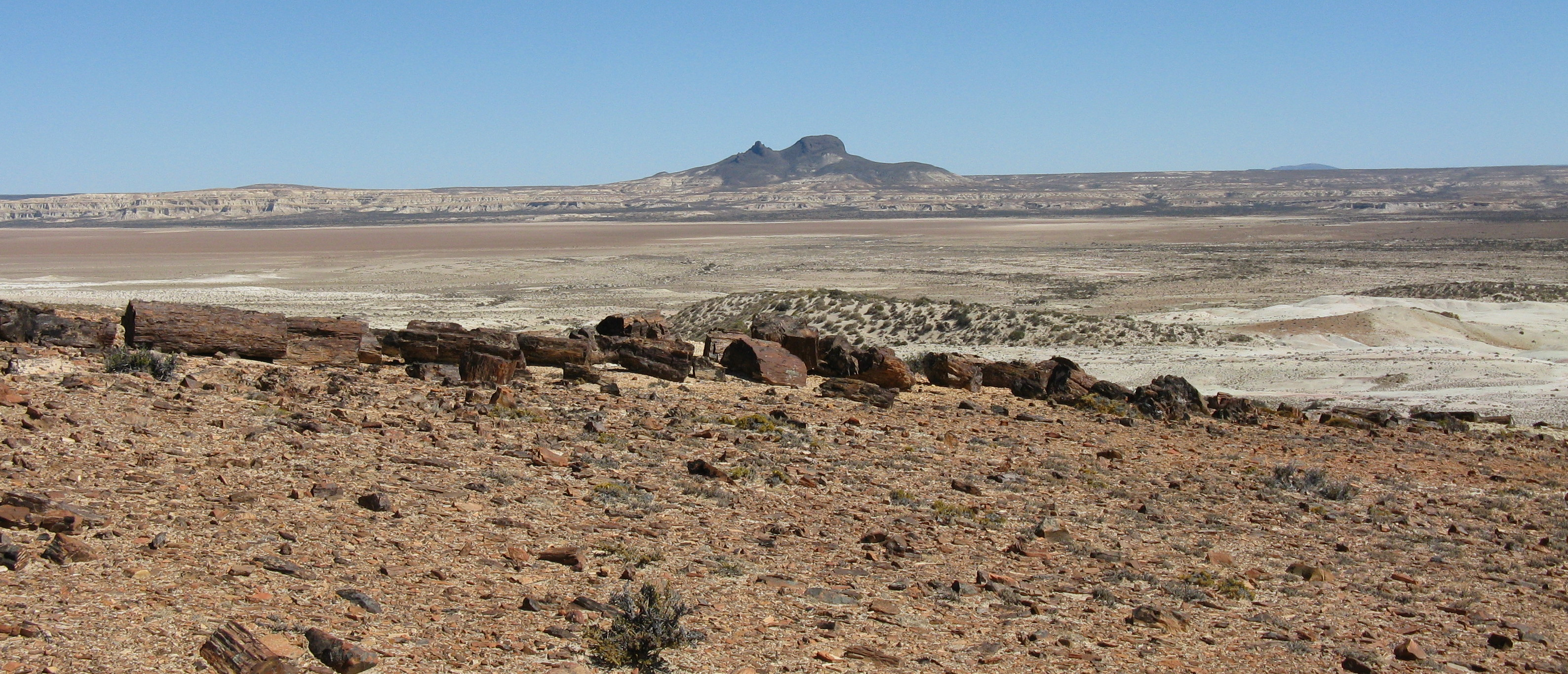
Orografía del parque nacional cerca de Jaramillo, nótese a lo lejos los cerros Madre e Hija.

- Se destacan dos bosques, el José Ormachea, ubicado en la localidad de Sarmiento, el cual es un área natural protegida provincial, con una superficie de 24 ha de aspecto desértico, donde se encuentran diseminados los troncos petrificados de especies arbóreas de la familia de las actuales coníferas, cuya edad estimada es de 65 millones de años. En la reserva hay un centro de interpretación con restos paleontológicos y arqueológicos de la región.
- El otro bosque es el Monumento natural Bosques Petrificados, ubicado cerca de la localidad de Jaramillo, creado como Monumento Natural en 1954 para preservar la integridad de un exponente del proceso de petrificación de paleobosques de la Patagonia. En diciembre de 2012, a través del decreto 2600/2012, se promulgó la ley 26.825, que habilitó la creación del parque nacional Bosques Petrificados de Jaramillo, en la provincia de Santa Cruz.

### Lagos

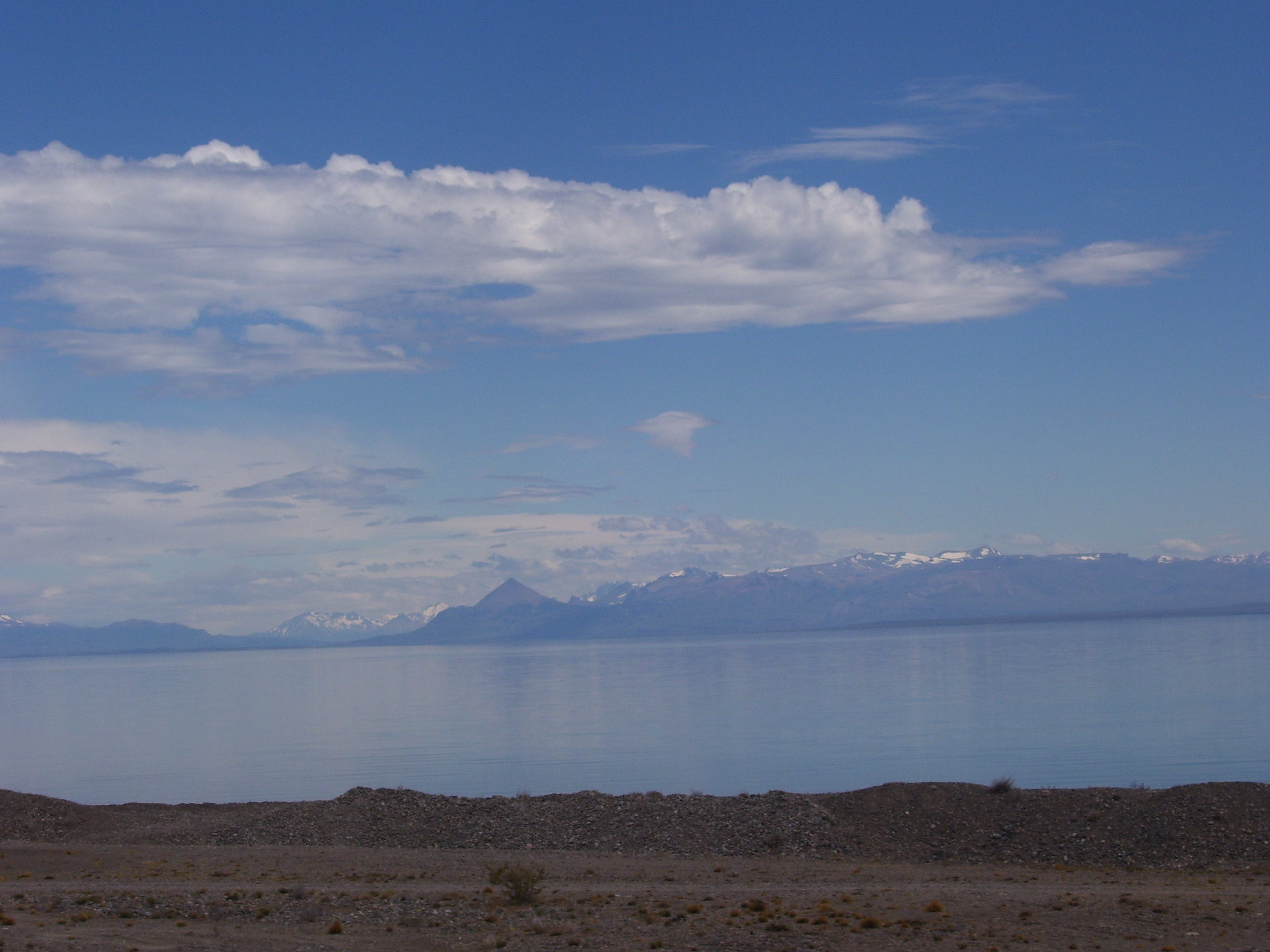
Vista al Lago Buenos Aires, Santa Cruz.

- Lago Buenos Aires: El lago tiene una profundidad máxima de 590 metros. El clima de su entorno es frío y muy ventoso, y sus costas generalmente acantiladas, lo que hace difícil el establecimiento humano, lo cual no ha impedido la formación de diversos pueblos en las orillas de este lago merced a que sus costas poseen un microclima bastante benigno. En la costa argentina se ubica el pueblo de Los Antiguos, vecino a Chile Chico y el más antiguo de la zona, mientras que la ciudad de Perito Moreno se ubica a unos kilómetros hacia el interior.
El atractivo turístico más conocido de la zona es la «Catedral de Mármol», un islote en la parte chilena del lago compuesto por rocas de tonos blancos y marfiles. El lago también es frecuentado por aficionados a la pesca deportiva, a causa de su abundancia de truchas y otros salmónidos.

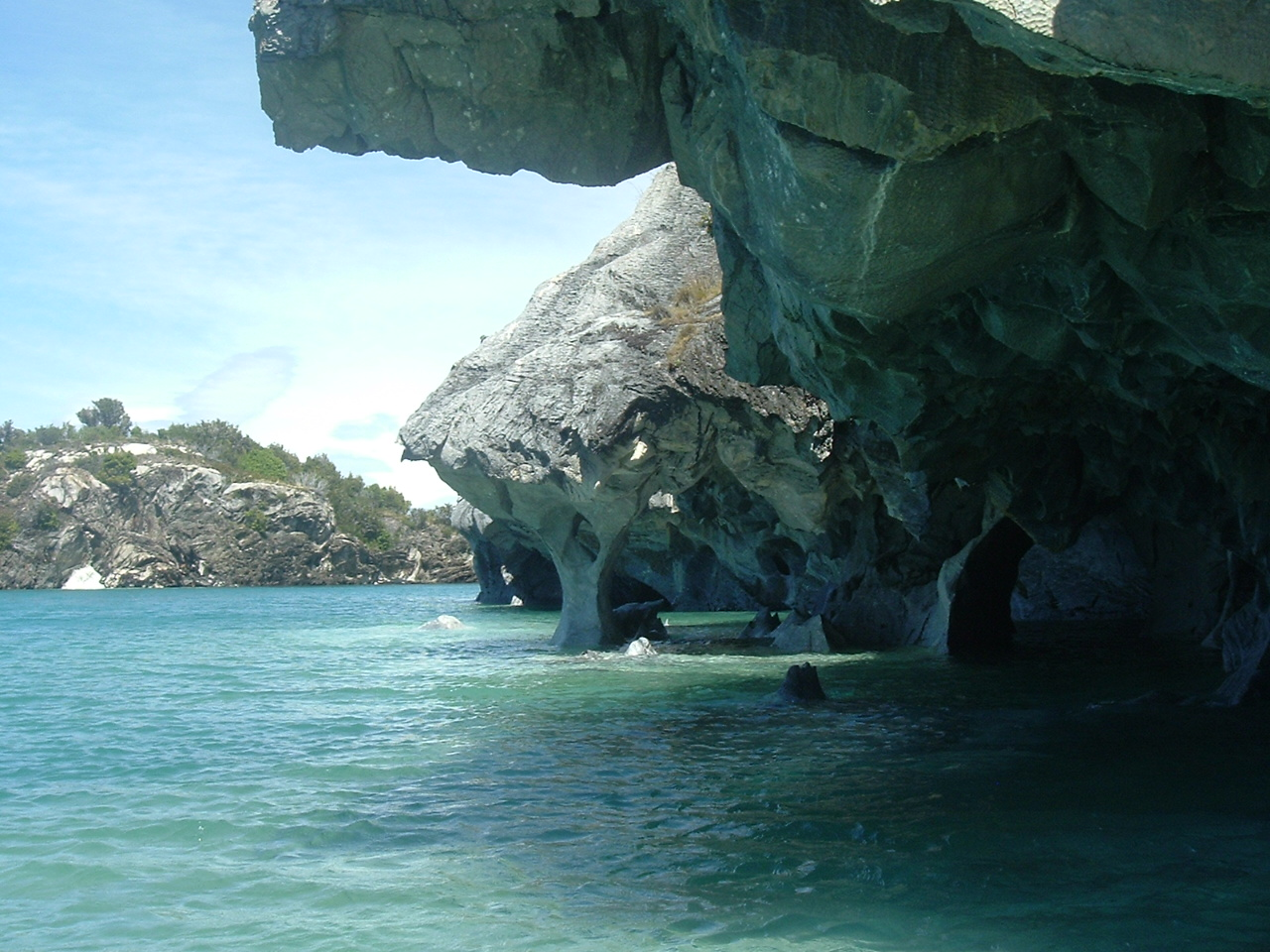
La Caverna de Mármol.

- Lago Colhué Huapi: este lago ocupa una depresión poco profunda, originada presumiblemente por deflación eólica en una zona ocupada preponderantemente por finas arcillas. Tiene como único afluente indirecto al río Senguerr, alimentado a su vez por aguas del deshielo andino reguladas en sus nacientes por los lagos Fontana y La Plata. Luego de recorrer 350 km desde dichas vertientes cordilleranas, a través de la meseta central de la provincia del Chubut, este río aporta a todo el gran bajo de Sarmiento un caudal promedio anual de 54 m³/s.
- Lago Musters: en este lago se registra una abundante fauna acuática compuesta principalmente por percas (Percichthys trucha) y pejerrey patagónico (Odontesthes microlepidotus). Asimismo, como en casi todos los lagos patagónicos, han sido implantados los salmónidos exóticos, habiendo adquirido gran desarrollo las truchas de las variedades fontinalis o de arroyo (Salvelinus fontinalis), arcoíris (Oncorhynchus mykiss) y, en menor medida, la marrón (Salmo fario). Este lago de agua dulce alimenta a las ciudades ribereñas de Comodoro Rivadavia, Rada Tilly y Caleta Olivia a través del Acueducto Jorge Carstens.